# Персистентность
Персисте́нтность (лат. persistere — упорствовать) — продолжительность сохранения ксенобиотиком биологической активности в окружающей среде или её отдельных объектах: в почве, атмосфере, гидросфере, растениях, тканях и т. д. Характеризуется периодом полураспада вещества.
Персистентность характеризует степень устойчивости ксенобиотика к процессам разложения и трансформации. Наряду с ПДК и токсичностью является критерием вредного воздействия вещества.
Необходимо заметить, что в зависимости от условий персистентность одного и того же вещества может широко варьироваться, как правило, при повышенных влажности и температуре персистентность ниже. Также на процессы деградации влияют микроорганизмы и свет.
К наиболее персистентным веществам относят соединения мышьяка и ртути, ряд хлорорганических соединений (период полураспада диоксинов достигает 10 лет, дильдрина более 12 лет) и препараты диенового синтеза, получаемые из гексахлорциклопентадиена.
К веществам с низкой персистентностью относят, например, большинство фосфорорганических соединений, продолжительность сохранения которых в окружающей среде не превышает 3 месяцев.

## В микробиологии
Персистентность микроорганизмов — физиологическое состояние клеток, связанное с замедлением метаболической активности и роста при нахождении в составе биоплёнок, под воздействием бактериофагов или неблагоприятных факторов среды. Персистирующие микроорганизмы приобретают устойчивость к антимикробным препаратам не вследствие мутаций, а за счёт изменения экспрессии генов.